# Caratê nos Jogos Pan-Americanos de 2023 - Até 68 kg feminino
A categoria até 68 kg feminino do caratê nos Jogos Pan-Americanos de 2023 foi disputada em 5 de novembro de 2023 no Centro de Esportes de Contato, em Ñuñoa. Um total de nove caratecas, cada uma representando um Comitê Olímpico Nacional (CON), participaram do evento.

## Medalhistas
| Ouro   | BRA Bárbara Rodrigues               |
| Prata  | COL Wendy Mosquera                  |
| Bronze | CAN Melissa Bratic USA Skylar Lingl |

## Resultados

### Fase de grupos
As nove caratecas foram divididos em dois grupos, onde cada uma enfrenta suas adversárias dentro grupo. As duas primeiras de cada um avançam para as semifinais.

#### Grupo A
| Pos. | Carateca              | V | D | Pts |
| ---- | --------------------- | - | - | --- |
| 1    | COL Wendy Mosquera    | 3 | 0 | 9   |
| 2    | USA Skylar Lingl      | 2 | 1 | 6   |
| 3    | CHI Anastasiia Velozo | 1 | 2 | 3   |
| 4    | PER Sol Cabrera       | 0 | 3 | 0   |

|                    | Resultado |                       |
| ------------------ | --------- | --------------------- |
| USA Skylar Lingl   | 2–5       | COL Wendy Mosquera    |
| PER Sol Cabrera    | 0–9       | CHI Anastasiia Velozo |
| USA Skylar Lingl   | *1–1      | PER Sol Cabrera       |
| COL Wendy Mosquera | *7–7      | CHI Anastasiia Velozo |
| USA Skylar Lingl   | 8–0       | CHI Anastasiia Velozo |
| COL Wendy Mosquera | 5–0       | PER Sol Cabrera       |

#### Grupo B
| Pos. | Carateca              | V | D | Pts |
| ---- | --------------------- | - | - | --- |
| 1    | BRA Bárbara Rodrigues | 4 | 0 | 12  |
| 2    | CAN Melissa Bratic    | 3 | 1 | 9   |
| 3    | MEX Pamela Campos     | 2 | 2 | 6   |
| 4    | VEN Marianth Cuervo   | 1 | 3 | 3   |
| 5    | BOL Nazira Aponte     | 0 | 1 | 0   |

|                       | Resultado |                       |
| --------------------- | --------- | --------------------- |
| VEN Marianth Cuervo   | 0–3       | CAN Melissa Bratic    |
| BRA Bárbara Rodrigues | *0–0      | BOL Nazira Aponte     |
| CAN Melissa Bratic    | *0–0      | BOL Nazira Aponte     |
| CAN Melissa Bratic    | 1–3       | BRA Bárbara Rodrigues |
| MEX Pamela Campos     | *0–0      | BOL Nazira Aponte     |
| VEN Marianth Cuervo   | 1–5       | MEX Pamela Campos     |
| VEN Marianth Cuervo   | 0–1       | BRA Bárbara Rodrigues |
| CAN Melissa Bratic    | 9–1       | MEX Pamela Campos     |
| VEN Marianth Cuervo   | *0–0      | BOL Nazira Aponte     |
| MEX Pamela Campos     | 0–10      | BRA Bárbara Rodrigues |

### Fase final
As vencedoras das semifinais disputam a medalha de ouro, enquanto as perdedoras conquistam automaticamente as medalhas de bronze.
|  | Semifinais            | Semifinais            |   |  | Final              | Final |  |
|  |                       |                       |   |  |                    |       |  |
|  |                       |                       |   |  |                    |       |  |
|  | COL Wendy Mosquera    | 4                     |   |  |                    |       |  |
|  | CAN Melissa Bratic    | 0                     |   |  |                    |       |  |
|  |                       |                       |   |  |                    |       |  |
|  |                       |                       |   |  |                    |       |  |
|  |                       |                       |   |  | COL Wendy Mosquera | 2     |  |
|  |                       | BRA Bárbara Rodrigues | 4 |  |                    |       |  |
|  |                       |                       |   |  |                    |       |  |
|  |                       |                       |   |  |                    |       |  |
|  |                       |                       |   |  |                    |       |  |
|  |                       |                       |   |  |                    |       |  |
|  | BRA Bárbara Rodrigues | 3                     |   |  |                    |       |  |
|  | USA Skylar Lingl      | 1                     |   |  |                    |       |  |